# Crystal Lake Park (Misuri)
Crystal Lake Park es una ciudad ubicada en el condado de San Luis en el estado estadounidense de Misuri. En el Censo de 2010 tenía una población de 470 habitantes y una densidad poblacional de 1.728,27 personas por km².

## Geografía
Crystal Lake Park se encuentra ubicada en las coordenadas 38°37′16″N 90°25′55″O / 38.62111, -90.43194. Según la Oficina del Censo de los Estados Unidos, Crystal Lake Park tiene una superficie total de 0.27 km², de la cual 0.27 km² corresponden a tierra firme y (0%) 0 km² es agua.

## Demografía
Según el censo de 2010, había 470 personas residiendo en Crystal Lake Park. La densidad de población era de 1.728,27 hab./km². De los 470 habitantes, Crystal Lake Park estaba compuesto por el 91.49% blancos, el 2.77% eran afroamericanos, el 0% eran amerindios, el 4.68% eran asiáticos, el 0% eran isleños del Pacífico, el 0.21% eran de otras razas y el 0.85% pertenecían a dos o más razas. Del total de la población el 1.49% eran hispanos o latinos de cualquier raza.